# Reacție exergonică

Grafic reprezentând o reacție exergonică (energia liberă pe măsură ce progresează reacția chimică)

O reacție exergonică este orice reacție chimică în care variația energiei libere este negativă, adică în care are loc o eliberare de energie liberă. O astfel de reacție va fi spontană dacă sistemul este închis, iar temperatura se menține constantă. Conform celui de-al doilea principiu al termodinamicii, orice reacție care are loc la temperatură constantă fără introducerea în sistem a energiei electrice sau fotonice este exergonică. Un exemplu este procesul de respirație celulară.
Variația energiei libere {\displaystyle G} (la temperatură și presiune constantă) se notează:
{\displaystyle \Delta G=G_{\rm {p}}-G_{\rm {r}}<0.\,}